# هاجيمي ساتومي
هاجيمي ساتومي (باليابانية: 里見治؛ بالكانا: さとみ はじめ) هو رائد أعمال وشخصية أعمال ياباني، ولد في 24 فبراير 1955 في طوكيو في اليابان.